# Interruzione di gravidanza in Belgio
L'aborto in Belgio è stato completamente legalizzato il 4 aprile del 1990.
L'interruzione volontaria di gravidanza è legale fino a 12 settimane dopo il concepimento (14 settimane dopo l'ultimo periodo delle mestruazioni) ed è necessario che le donne ricevano un adeguato supporto di "counselling" almeno sei giorni prima dell'aborto e che il medico la controlli per monitorarne la salute complessiva nelle settimane immediatamente successive alla procedura.
Gli aborti successivi sono consentiti se c'è un rischio per la vita della donna o il feto mostra dei gravi difetti di nascita. A partire dal 2009 il tasso era di 9,2 aborti per 1000 donne di età compresa tra i 15 e i 44 anni.

## Legalizzazione
Prima del 1990, a causa delle influenze della Chiesa cattolica, il Belgio è rimasto uno dei pochi paesi europei in cui l'aborto era illegale; tuttavia gli aborti sono stati autorizzati in via ufficiosa (e persino rimborsati dalle mutualità) finché sono stati registrati come "curettage". È stato stimato che 20.000 aborti siano stati eseguiti annualmente (rispetto a 100.000 nascite).
Quando fu promulgata la legge che liberalizzava l'aborto essa fu oggetto di controversie per molti. All'inizio del 1990, nonostante l'opposizione dei Cristiano-Democratici e Fiamminghi allora al governo, una coalizione composta dal Partito Socialista (Belgio) e dai maggiori esponenti del liberalismo approvò una legge per liberalizzare parzialmente la pratica anche in Belgio. I vescovi della Chiesa cattolica in Belgio hanno quindi fatto appello alla popolazione generale con una dichiarazione pubblica che esponeva la loro opposizione dottrinale e pastorale alla proposta.
Hanno avvertito i cattolici che chiunque abbia cooperato "in modo efficace e diretto" nell'esecuzione degli aborti si era automaticamente "escluso dalla comunità ecclesiastica". Motivato dalla forte posizione religiosa assunta e dal fatto che lui e sua moglie, la regina Fabiola de Mora y Aragón, non fossero stati in grado di avere figli, Re Baldovino del Belgio informò il primo ministro il 30 marzo che non poteva firmare la legge senza violare la sua coscienza in quanto devoto cattolico..
Poiché la legislazione non avrebbe avuto la possibilità di ratifica senza la firma del re, il suo rifiuto minacciava di scatenare una grave crisi costituzionale. Tuttavia il problema fu risolto da un accordo preso tra il re e il Primo Ministro Wilfried Martens con il quale l'esecutivo dichiarò il re incapace di governare, assunse la sua autorità e promulgò la legge, dopodiché il Parlamento federale del Belgio votò per reintegrare il re il giorno seguente.
Lo Stato della Città del Vaticano ha descritto l'azione del re come una "scelta nobile e coraggiosa" dettata da una "molto forte coscienza morale". Altri invece non hanno mancato di suggerire che l'azione di Baldovino non fosse stata altro che "poco più di un gesto", poiché è stato reintegrato come nelle sue piene prerogative e funzioni solo 44 ore dopo che era stato rimosso dal potere.